# Derby (sport)

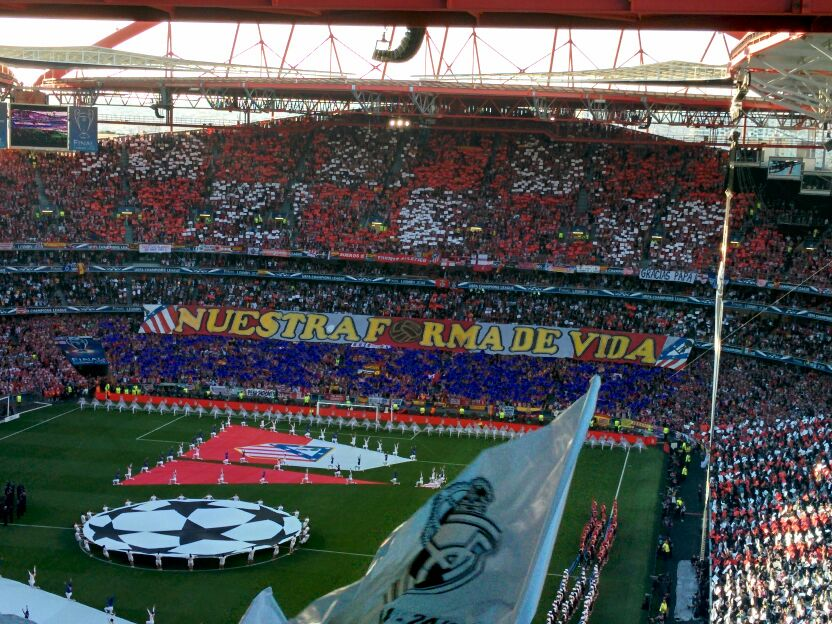
Finále Ligy mistrů UEFA 2014 bylo městským derby mezi Realem a Atléticem Madrid

Derby je označení pro utkání v kolektivním sportu, ve kterém proti sobě nastupují týmy, mezi nimiž vládne tradiční rivalita. Zpravidla jde o kluby z jednoho města nebo regionu. Zápasy bývají ostře sledovány sdělovacími prostředky a fanoušky (rekordní fotbalová návštěva pochází z derby Flamenga a Fluminense FC na Estádio do Maracanã 12. prosince 1963, kam přišlo 194 603 diváků), kterým může prohra v derby zkazit i jinak vydařenou sezónu. V pohotovosti bývají také bezpečnostní složky, protože mezi oběma tábory příznivců často dochází k násilnostem.
Název pochází buď z prestižního dostihového závodu derby, který založil roku 1780 Edward Smith-Stanley, 12. hrabě z Derby, nebo z fotbalového utkání Royal Shrovetide Football, které se od středověku konalo každý rok v době masopustu v Ashbourne nedaleko Derby a nastupovaly v něm proti sobě výběry levobřežní a pravobřežní části města. Použití výrazu derby v současném smyslu je poprvé doloženo roku 1914 před zápasem Evertonu a Liverpool FC (dnes jsou tyto zápasy známé pod názvem Merseyside derby). V Severní Americe se derby označuje výrazem crosstown rivalry, ve španělsky mluvících zemích se používá termín clásico. Pod vlivem nejslavnějšího El Clásico mezi Realem Madrid a FC Barcelona se pojem rozšířil do dalších zemí, např. Běloruské klasiko mezi FK BATE a FK Dinamo Minsk.
Atraktivnost derby spočívá v tom, že se utkávají sousedé z jedné čtvrti (severolondýnské derby mezi Arsenal FC a Tottenham Hotspur FC), jednoho města (např. „věčné derby“ PFK Levski Sofia versus PFK CSKA Sofia, kde se úřady dokonce pokusily zmírnit konflikty přejmenováním obou klubů v roce 1985) nebo oblasti (podještědské derby mezi FC Slovan Liberec a FK Jablonec). Ta nejznámější derby mívají také zvláštní název, např. Derby della Lanterna mezi janovskými kluby UC Sampdoria a Janov CFC, pojmenované podle majáku, který je symbolem města. Obzvlášť vyhrocená derby mají také politické pozadí, jako glasgowské Old Firm mezi katolickým Celtic FC a protestantským Rangers FC, budapešťské derby mezi maďarským Ferencvárosem a židovským MTK Budapešť nebo curyšské derby, ve kterém se utkávají měšťanský Grasshopper Club Zürich a dělnický FC Zürich.
Ve městech, která mají více prvoligových mužstev, se rozlišuje „velké derby“ mezi hlavními soupeři (Pražské derby, jehož vítěz získává Klíč primátora hlavního města Prahy) a ostatní derby se označují jako malá. V některých zemích se název derby používá také pro zápas mezi mužstvy, která nejsou geograficky blízká, rivalita mezi nimi pochází z dlouholetého soupeření o prvenství v zemi — příkladem je nizozemské De Klassieker mezi amsterdamským AFC Ajax a rotterdamským Feyenoordem. Jako derby bývá označováno také soupeření mezi týmy, které mají stejný název (Choc des Olympiques, v němž hrají Olympique Lyon a Olympique de Marseille) nebo společného zřizovatele (někdejší československé hokejové armádní derby mezi HC Dukla Jihlava a HC Dukla Trenčín).
Výraz derby se používá také pro střetnutí národních reprezentací dvou sousedních zemí, zejména pokud jsou soupeři kvalitativně zhruba vyrovnaní: anglická fotbalová reprezentace a skotská fotbalová reprezentace, švédská hokejová reprezentace a finská hokejová reprezentace.

## Známá derby

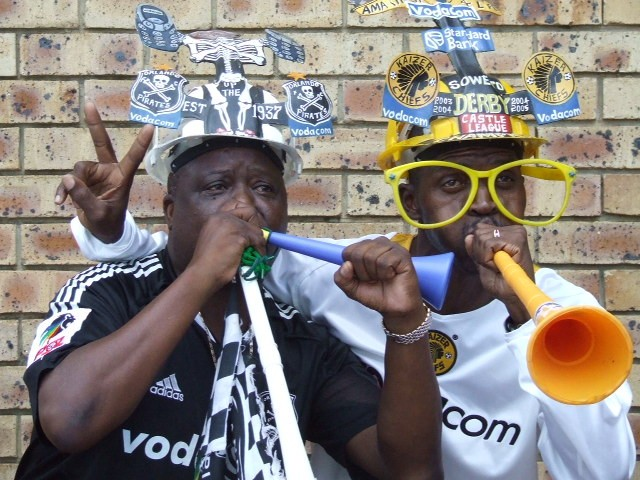
Fanoušci Orlando Pirates a Kaizer Chiefs s vuvuzelami

### Fotbal

#### Alžírsko
- MC Alger — USM Alger (Algiers derby)

#### Anglie
- Arsenal FC — Chelsea FC (Severozápadní londýnské derby)
- Manchester United FC — Manchester City FC (Manchester derby)
- Aston Villa FC — Birmingham City FC (Second City derby)
- Norwich City FC — Ipswich Town FC (East Anglian derby)
- Liverpool FC — Manchester United FC (North-West derby)
- Liverpool FC — Everton FC (Merseyside derby)
- Arsenal FC — Tottenham Hotspur FC (Severolondýnské derby)
- Newcastle United FC — Sunderland AFC (Tyne-Wear derby)

#### Argentina
- CA River Plate — CA Boca Juniors (Superclásico)
- CA Independiente — Racing (Clásico de Avellaneda)

#### Belgie
- Club Brugge KV — Cercle Brugge KSV (Bruges derby)

#### Bělorusko
- FK BATE Borisov — FK Dinamo Minsk (Běloruské klasiko)

#### Bosna a Hercegovina
- FK Željezničar Sarajevo — FK Sarajevo (Sarajevo derby)

#### Brazílie
- CR Vasco da Gama — Fluminense FC (Clássico dos Gigantes)
- Clube Atlético Mineiro — Cruzeiro Esporte Clube

#### Bulharsko
- PFK Levski Sofia — PFK CSKA Sofia (Věčné derby)

#### Česko
- SK Slavia Praha — AC Sparta Praha (pražské derby nebo derby pražských „S“)[10]
- SK Slavia Praha — Bohemians Praha 1905 (vršovické derby)[11]
- FK Dukla Praha — SK Slavia Praha[12], AC Sparta Praha[13] nebo Bohemians Praha 1905[14] (malé derby/malé pražské derby)
- FC Zbrojovka Brno — SK Artis Brno (brněnské derby)
- FC Slovan Liberec — FK Jablonec (podještědské derby)[15][16]
- FC Hradec Králové — FK Pardubice (východočeské derby)[17]
- FC Baník Ostrava — AC Sparta Praha[18]
- FC Baník Ostrava — Slezský FC Opava (slezské derby)[19][20]
- FC Baník Ostrava — FK Třinec nebo FK Frýdek Místek (malé slezské derby)
- FC Baník Ostrava — MFK Karviná (hornické derby)
- 1. FC Slovácko — FC Zlín (moravské derby)[21][22]
- FK Baník Sokolov 1948 — FC Slavia Karlovy Vary (západočeské derby)

#### Dánsko
- Brøndby IF — FC København (New Firm)

#### Francie
- AS Monaco FC — OGC Nice (Derby de la Côte d'Azur)
- Olympique Lyon — AS Saint-Étienne (Derby Rhône-Alpes)
- AC Ajaccio — SC Bastia (Korsické derby)
- Olympique Lyon — Olympique de Marseille (Choc des Olympiques)
- PSG — Olympique de Marseille (La Classique)

#### Chile
- Colo-Colo — Club Universidad de Chile (Superclásico)

#### Chorvatsko
- Dinamo Záhřeb — Hajduk Split (Věčné derby)

#### Írán
- Esteghlal FC — Persepolis FC (Tehran derby)

#### Itálie
- AC Milán — FC Internazionale Milano (Derby della Madonnina)
- Juventus FC — Turín FC (Derby della Mole)
- AS Řím — SS Lazio (Derby della Capitale)
- FC Internazionale Milano — Juventus FC (Derby d'Italia)
- UC Sampdoria — Janov CFC (Derby della Lanterna)

#### Izrael
- Hapoel Tel Aviv FC — Maccabi Tel Aviv FC (Tel Aviv derby)

#### Japonsko
- Cerezo Ósaka — Gamba Ósaka (Ósaka derby)

#### Jihoafrická republika
- Kaizer Chiefs FC — Orlando Pirates (Soweto derby)

#### Kolumbie
- Independiente Santa Fe — Millonarios FC (El Clásico Capitalino)

#### Maďarsko
- Ferencvárosi TC — MTK Budapešť (budapešťské derby)

#### Maroko
- Raja Casablanca — Wydad Casablanca (Casablanca derby)

#### Mexiko
- Club América — CD Guadalajara (El Clásico de Clásicos)
- Club América — Club Universidad Nacional (Clásico Capitalino)

#### Německo
- FC Bayern Mnichov — TSV 1860 München (Münchner Stadtderby)
- Hamburger SV — SV Werder Bremen (Nordderby)
- Borussia Dortmund — FC Schalke 04 (Revierderby)
- 1. FC Köln — Borussia Mönchengladbach (Rheinderby)
- FC Bayern München — Borussia Dortmund (Der Klassiker)
- Borussia Mönchengladbach — Bayer 04 Leverkusen (porýnské derby)

#### Nizozemsko
- AFC Ajax — Feyenoord (De Klassieker)
- AFC Ajax — PSV Eindhoven (De Topper)

#### Polsko
- Wisla Krakov - Cracovia (Svatá válka)
- Legia Varšava - Wisla Krakov

#### Portugalsko
- Sport Lisboa e Benfica — Sporting CP (Derby de Lisboa)
- FC Porto — Boavista FC (O derby da Invicta)

#### Rakousko
- SK Rapid Wien — FK Austria Wien (Wiener derby)

#### Rumunsko
- FC Steaua București — FC Dinamo București (Eternul derby)

#### Rusko
- FK Spartak Moskva — PFK CSKA Moskva (Hlavní moskevské derby)
- FK Dynamo Moskva — FK Spartak Moskva (Nejstarší moskevské derby)

#### Řecko
- Panathinaikos FC — Olympiakos Pireus (Matka všech bitev)

#### Skotsko
- Celtic FC — Rangers FC (Old Firm)

#### Slovensko
- Slovan Bratislava — Spartak Trnava (Tradičné derby)

#### Srbsko
- FK Crvena zvezda — FK Partizan (Věčné derby)

#### Španělsko
- Real Madrid — Atlético Madrid (Derbi madrileño)
- FC Barcelona — RCD Espanyol (Derbi Barcelonés)
- Sevilla FC — Betis Sevilla (Derbi Sevillano)
- Valencia CF — Levante UD (Derbi Valenciano)
- Athletic Bilbao — Real Sociedad (Derbi vasco)
- FC Barcelona — Real Madrid (El Clásico)
- Deportivo de La Coruña — Celta Vigo (Galicijské derby)

#### Švédsko
- Djurgårdens IF Fotboll — AIK Stockholm (Tvillingderbyt)

#### Švýcarsko
- Grasshopper Club Zürich — FC Zürich (curyšské derby)

#### Turecko
- Fenerbahçe SK — Galatasaray SK (Mezikontinentální derby, protože Galatasaray sídlí v evropské a Fenerbahçe v asijské části Istanbulu)

#### Uruguay
- Nacional Montevideo — CA Peñarol (Clásico del fútbol uruguayo)

#### USA
- Los Angeles Galaxy — CD Chivas USA
- Los Angeles Galaxy — Los Angeles FC (El Tráfico)

### Ostatní sporty

#### Baseball
- New York Yankees — New York Mets (Subway Series)

#### Basketbal
- Real Madrid Baloncesto — Club Baloncesto Estudiantes
- Los Angeles Lakers — Los Angeles Clippers

#### Florbal
- FBC Ostrava — 1. SC Vítkovice (Ostravské derby)
- FBC Liberec — FBC Česká Lípa (Severočeské derby)

#### Házená
- HC ROBE Zubří — HCB Karviná
- HC ROBE Zubří — KH ISMM Kopřivnice nebo TJ Cement Hranice
- SKKP Handball Brno — SHC Maloměřice Brno (Brněnské derby)
- Pepino SKP Frýdek-Místek nebo KH ISMM Kopřivnice nebo HCB Karviná (Moravskoslezské derby)

#### Kriket
- Indie — Pákistán

#### Lední hokej
- New York Rangers — New York Islanders
- HC Vítkovice Steel — HC Oceláři Třinec (Moravskoslezské derby)
- HC Energie Karlovy Vary — HC Škoda Plzeň
- Ilves-Hockey — Tappara
- HC Dynamo Pardubice — HC Mountfield Hradec Králové
- Boston Bruins — Montreal Canadiens
- HC Slavia Praha — HC Sparta Praha
- HC Slovan Ústí nad Labem — HC Stadion Litoměřice
- Florida Panthers — Tampa Bay Lightning
- HC 05 Banská Bystrica — HKM Zvolen
- Pittsburgh Penguins — Philadelphia Flyers
- LHK Jestřábi Prostějov — HC Zubr Přerov
- HC Dukla Jihlava — SK Horácká Slavia Třebíč (derby o Vysočinu)
- VHK ROBE Vsetín — PSG Berani Zlín
- LHK Jestřábi Prostějov — HC Olomouc
- New York Rangers — New Jersey Devils
- HC Energie Karlovy Vary — HC Baník Sokolov

#### Plochá dráha
- Stal Gorzów — ZKŻ Zielona Góra